# 虎皮礁

苏岩礁以及东海大陆架分布圖

虎皮礁，是位于东中国海东北部浙闽隆褶带上的一块礁石，中国和韩国均主张此礁在本国专属经济区海域内，附近尚有苏岩礁和鸭礁。虎皮礁坐标为东经125度05分，北纬31度45分。根据中华人民共和国国家海洋局第一海洋研究所近年来对该海域进行的多波束测深系统的勘测结果，虎皮礁可能并不存在。